# Faustina Bellin
Faustina Bellin, al secolo Suor Filippina (Grigno, 8 dicembre 1904 – Casa Branca, 30 aprile 1973), è stata una religiosa italiana.

## Biografia
Figlia di Lorenzo Bellin e Caterina Voltolini, Faustina Bellin decise di entrare a far parte della congregazione delle Apostole del Sacro Cuore di Gesù, fondata da Clelia Merloni nel 1894 a Viareggio e che operarono anche a Grigno tra il 1919 fino al 1996.
Nel 1925 partì per il primo anno di noviziato all'istituto religioso di Alessandria, dove assunse il nome di Suor Filippina. Nel 1936 partì per il Brasile com missionaria lavorando in scuole e ospedali tra le favelas di San Paolo, dove viene ricordata come Apostola dos pobres.
A Grigno esiste una casa di soggiorno per anziani e una piazza dedicatale.